# 丁衡高
丁衡高（1931年2月3日—），男，江苏南京人，中国惯性和精密机械专家，中国工程院院士、中国人民解放军上将，曾任中华人民共和国国防科学技术工业委员会主任。

## 生平
1931年2月3日出生於江苏省南京市，1948年考入国立中央大学，1952年毕业于南京大学工学院机械系。历任中国科学院光学精密机械研究所助理研究员。
1957年留学苏联。1961年在列宁格勒精密机械光学学院获苏联技术科学副博士学位。回国后，任国防部第五研究院设计室主任，第七机械工业部设计所副所长，国防科学技术委员会科学技术部副局长、研究员，国防科学技术工业委员会科学技术部副部长、科学技术工业委员会主任。
1995年4月被选为中国科学技术协会设立的「青年科学家论坛」的科学顾问 ；2000年12月当选为中国惯性技术学会第4届理事长；还是中国兵工学会顾问。参加了战略导弹的研究、设计，试验和卫星发射的组织领导工作。1984年获国家国防科技进步特等奖。1988年9月被授予中将军衔。1994年6月8日晋升为上将军衔。1996年，卸任国防科工委主任。中共第十二届中央候补委员，第十三届、十四届中央委员。

## 家庭
其妻聂力是聂荣臻元帅之女，1988年被授予少将军衔，1993年7月24日晋升为中将，是世界上第一位女中将。